# Прюфер, Хайнц
Хайнц Прюфер — немецкий математик, работавший в теории абелевых групп, алгебраической теории чисел, теории узлов и теории Штурма — Лиувилля.

## Биография
Хайнц Прюфер родился в городе Вильгельмсхафен, обучался в Берлинском университете. 
Он был учеником Фердинанда Фробениуса, а впоследствии — Исая Шура, под руководством которого защитил диссертацию. После этого он работал в Гамбургском, а с 1927 года — в Мюнхенском университете. 
В 1934 году, в возрасте 37 лет, умер от рака лёгких.